# Platinum Equity
Platinum Equity, LLC ist ein US-amerikanisches Private-Equity-Unternehmen mit Firmensitz in Beverly Hills (Kalifornien) und Büros in New York, Boston und London.
Das Unternehmen wird vom Investor Tom Gores geleitet, der das Unternehmen 1995 gründete. Platinum Equity investiert weltweit in andere Unternehmen, übernimmt Unternehmen und veräußert sie. Nach eigenen Angaben war Platinum im April 2012 an 34 Unternehmen mit einem Gesamtumsatz von über US$ 11 Mrd. beteiligt; die von Platinum verwalteten Fonds Platinum Equity Capital Partners I und II haben ein Fondsvolumen von 3,45 Mrd. US$
In Deutschland wurde Platinum Equity durch den Erwerb und die Insolvenz von DyStar bekannt. Auch die Übernahme des Herstellers von QuarkXPress führte zu internationaler Medienbekanntheit.

## Beteiligungen

### Aktuelle
| Unternehmen                                           | Tätigkeit                                     | Kaufjahr |
| ----------------------------------------------------- | --------------------------------------------- | -------- |
| American Commercial Lines                             | Binnenschifffahrt                             | 2010     |
| Artesyn Embedded Technologies (Emerson Network Power) | Embedded Computing                            | 2013     |
| BlueLine Rental (Volvo Rent)                          | Vermietung von Baufahrzeugen                  | 2014     |
| BWAY                                                  | Plastik- und Metallbehälter                   | 2012     |
| Clipper Windpower                                     | Windkraftanlagen                              | 2012     |
| Data2Logistics                                        | Software für die Logistikbranche              | 2001     |
| DCA Services                                          | Outsourcing für die Telekommunikationsbranche | 1997     |
| Ecka Granules                                         | Metallpulver, Gleitlager                      | 2010     |
| Enbi                                                  | Druckwalzen                                   | 2015     |
| Exterion Media                                        | Außenwerbung                                  | 2013     |
| Hotel Portfolio                                       | Hotel in den USA                              | 2010     |
| Keen Transport                                        | Schwerlasttransporte                          | 2011     |
| MACtac (Bemis)                                        | selbstklebende Folien                         | 2014     |
| Maxim Crane Works                                     | Kranverleih                                   | 2008     |
| MetoKote                                              | Coating                                       | 2013     |
| MXD Group                                             | Möbeltransport                                | 2013     |
| Novasol                                               | Ferienhausvermittler                          | 2018     |
| Palace Sports & Entertainment                         | Detroit Pistons, etc.                         | 2011     |
| PrimeSource                                           | Baumaterial-Großhandel                        | 2015     |
| Quark Inc.                                            | DTP-Software                                  | 2011     |
| Ryerson                                               | Stahlhandel                                   | 2007     |
| Schutt Sports                                         | Sportbekleidung                               | 2010     |
| SCM Metal Products                                    | Metallpulver                                  | 2008     |
| Sensis                                                | Gelbe Seiten (Australien)                     | 2014     |
| Terratest                                             | Geotechnik                                    | 2014     |
| Transworld Flight Systems                             | Business Process Outsourcing                  | 2014     |
| Worldwide Flight Systems                              | Luftfracht                                    | 2015     |
| Ying Shing Enterprises                                | Maschinenbau (Spritzguss)                     | 2015     |
| Wesco Aircraft                                        | Luftfahrt                                     | 2019     |
| Grupo Iberica de Congelados                           | Nahrungsmittel                                | 2019     |
| Multi-Color Corporation                               | Getränke                                      | 2019     |
| SVP Worldwide                                         | Nähmaschinen                                  | 2021     |
| Sunrise Medical                                       | Human Mobility                                | 2024     |

### Ehemalige
- Alcatel e-Business Distribution GmbH (2002)
- 3B The Fibreglass Company (2008)[5]
- Acument Global Technologies (2006)
- AEES (2009)[6]
- Alliance Entertainment (2010)
- Americatel Corporation (2006)
- Canvas Systems (2009)
- CheckView (2013)[7]
- Contego Packaging Group (2011)[8]
- DyStar (2004)
- Geesink Norba Group (2009)
- Image Sensor Solutions (2011)
- International Offshore Services (2009)
- Keystone Automotive Operations (2011)
- Matrix Business Technologies (1999)
- MegaPath (2010)
- PBH Marine Group (2010)[9]
- PEAK Technologies (2005)
- Pomeroy (2009)
- The San Diego Union-Tribune (2009)[10]
- Turf Care Supply Corp. (2005)
- Eco Broker Platinum (2007)
- Ulticom (2010)
- Vanguard Networks (2001)
- Wheel Pros, Inc. (2008)
- Grupo Terratest (2018)